# Phil Thornton
Phil Thornton (Hastings, 1956) is een Brits multi-instrumentalist.
Net als vele anderen ontving hij zijn eerste muzikale indrukken tijdens zijn puberteit en raakte beïnvloed door uiteenlopende stromingen. Isao Tomita en Kraftwerk (elektronische muziek), Jimi Hendrix (psychedelische muziek) en The Who (rock) vormden zijn belangrijkste basis. In 1976 trad hij toe tot de band Stallion, die destijds een bescheiden succes hadden, ze mochten wel optreden op festivals in Reading. Hij speelde in Minotaur. In 1981 maakte Thornton een verdieping in de elektronische muziek door met zijn muziekcollectief Expandis (punkachtig). In 1988 ging hij op tournee met Sinead O'Connor.
Als resultaat van die verdieping raakte hij betrokken bij de scene van new agemuziek en werd daarin een van de pioniers. Zijn albums werden toen uitgegeven door het platenlabel New World Music, dat het toen moest hebben van muziekcassettes. Tegelijkertijd moet Thornton kennelijk toch energie kwijt, want hij speelde af en toe mee met de band Mandragora, snoeiharde spacerock. Die laatste uitstapjes werden steeds schaarser en met de komst van de compact disc gaat een nieuwe wereld open binnen de new agemuziek en de dan ook naar voren komende ambient. Van Thornton verschenen sindsdien talloze albums, waarbij tevens zijn liefde door de Egyptische muziek bleek. Ook esoterische zaken uit eigen land vergat hij niet, door deel te nemen aan festivals gewijd aan de keltische riten rond de zonnewende.

## Discografie
- 1981: I’m not waving; I’m drowning (Expandis)
- 1982: Complete home (Expandis)
- 1983: Flying (Expandis)
- 1986: Cloud Sculpting
- 1986: Edge of dreams
- 1987: Flying
- 1988: From another sky (later heruitgegeven als Bathtime bliss)
- 1989: Transformation
- 1989: Forever dream
- 1990: Natural magic
- 1990: Initiation
- 1991: Fire queen
- 1991: Between two worlds
- 1992: Tibetan horn
- 1993: Alchemy
- 1994: While the green man sleeps
- 1995: Pharaoh
- 1995: Shaman
- 1995: Beyond heaven's river
- 1996: Sorcerer
- 1996: Alien encounter
- 1996: Eternal Egypt
- 1997: Immortal Egypt
- 1999: Solstice
- 2001: Dreamscapes
- 2002: Capoeira
- 2002: Native American chants
- 2003: Tibetan meditation
- 2004: Enchanted Egypt
- 2007: Music for bellydancing (verzamelalbum)
- 2007: Eastern moments (downloadalbum)
- 2007: Living like this (Expandis)
- 2009: Nexus tribal (mei)
- 2010: Rhythm of the rainforest (april 2010)
- 2010: Angelic harmony (herfst 2010)
- 2011: Egypt unveiled
- 2011: Tribal Spirit
- 2013: Visions Of Tibet
- 2013: Rise
- 2015: Tribale

- Gemeinsame Normdatei: 135352282
- International Standard Name Identifier: 0000 0003 5465 6315
- Library of Congress Control Number: no2002022685
- MusicBrainz: 8d29f646-d487-402b-8090-04fd8f0aa6e3
- Nationale Bibliotheek van Tsjechië: xx0030188
- Virtual International Authority File: 51352697
- WorldCat: E39PBJdgYdhBJ3Jp3jXkVGKKh3